# La Pobla de Vallbona
La Pobla de Vallbona – gmina w Hiszpanii, w prowincji Walencja, we wspólnocie autonomicznej Walencja, o powierzchni 33,1 km². W 2011 roku liczyła 22 197 mieszkańców.